# Itoplectis nigrithorax
Itoplectis nigrithorax là một loài tò vò trong họ Ichneumonidae.